# Crexa acedesta
Crexa acedesta är en fjärilsart som beskrevs av Turner 1911. Crexa acedesta ingår i släktet Crexa och familjen ädelspinnare. Inga underarter finns listade i Catalogue of Life.